# Lucilia flagrans
Lucilia flagrans är en tvåvingeart som först beskrevs av Jean-Baptiste Robineau-Desvoidy 1863.  Lucilia flagrans ingår i släktet Lucilia och familjen spyflugor.
Artens utbredningsområde är Frankrike. Inga underarter finns listade i Catalogue of Life.